# میلیونر کوچک
میلیونر کوچک (عربی مصری: المليونيرة الصغيرة) فیلمی در ژانر درام است که در سال ۱۹۴۸ منتشر شد. از بازیگران آن می‌توان به فاتن حمامه و رشدی اباظه اشاره کرد.